# Real Colegiata de Santa María la Mayor

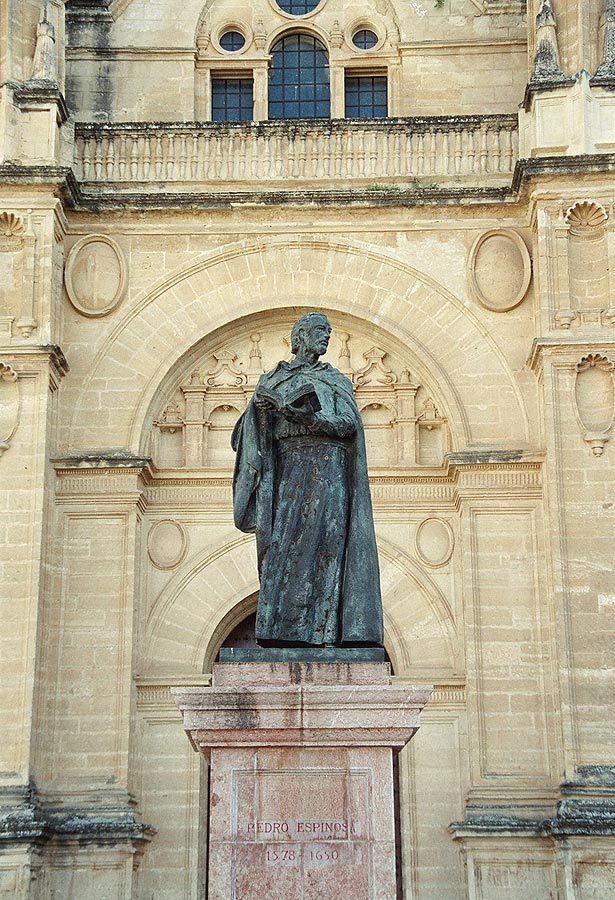
Estatua de Pedro Espinosa

La Real Colegiata de Santa María La Mayor es una colegiata situada en Antequera, en la provincia de Málaga, España. Fue fundada por iniciativa del obispo Diego Ramírez de Villaescusa, al cargo por entonces la diócesis de Málaga; quien, considerando el numeroso vecindario que había alcanzado la ciudad obtiene del Papa Julio II en 1503 la oportuna bula para erigir en Colegiata la antigua Iglesia de Santa María de la Esperanza. Once años más tarde, el mismo obispo dispone la construcción de una nueva fábrica colegial, que denominó de Santa María la Mayor.

## Historia
Obra del arquitecto Pedro del Campo, se considera la primera iglesia columnaria levantada en Andalucía, y una de las primeras de España. Su construcción se realiza entre los años 1514 a 1550 y constituye, por tanto un primer intento de arquitectura renacentista, en un momento en el que todavía estaba vigente en España el gusto por el gótico, al que sin duda hacen referencia los repetidos pináculos de la fachada.
Hacia 1535 trabaja también Pedro López, por entonces maestro mayor de la Catedral de Málaga, en esta interesantísima iglesia de planta basilical de tres naves, con una fachada que responde en su composición a la estructura de su planta interior: tres cuerpos verticales cerrados con arcos triunfales, con puertas de acceso desiguales de medio punto que se rematan por nichos avenerados. Y también interviene en la construcción de la iglesia el arquitecto Diego de Vergara, quien se ocuparía de las trazas de su Capilla Mayor.
Es sin duda el edificio renacentista más importante de la ciudad. El templo fue levantado para albergar la antigua colegiata y duraron las obras desde el año 1515 hasta el año 1550.

## Arquitectura
Su impresionante fachada se articuló siguiendo un esquema del arco triunfal pero reinterpretado a través de modelos catedralicios medievales. Recordemos en este sentido distintos ejemplares de la Toscana, particularmente la catedral de Orvieto. Son de gran singularidad los pináculos estriados que recuerdan el gótico veneciano. La torre, situada a la derecha de la fachada, es una construcción tardía del siglo XVII que no sintoniza con el estilo de la obra original, aún más la espadaña superior.
El interior es de una gran pureza basilical con tres naves separadas por columnas jónicas y capilla mayor profunda. Las naves se cubren con armaduras de madera de estilo mudéjar, siendo reconstrucción moderna la del lateral de la Epístola. La capilla mayor, a la que dan luz unas elegantísimas ventanas del tipo florentino, se cubre con una bóveda de nervaduras de estilo gótico múdejar. La sacristía, a la que se accede a través de una bella portada de corte italianizante, se cubre con un artesonado moderno inspirado en modelos serlianos. Las capillas de la nave de la Epístola se cubren con bóvedas de medio cañón acasetonadas, salvo la antigua de Canónigos que presenta una compleja estructura de progenie siloesca. Es de gran originalidad la cantoría de seises rehecha en nuestros días y que se ubica en el primer tramo de la nave de la Epístola inmediato a la capilla mayor. En la nave del Evangelio destaca la antigua Capilla de Ánimas, cubierta con bóveda de cuarto de esfera ya dentro de un neoclasicismo propio de finales del siglo XVII.
En la plaza donde está situada la colegiata hay una escultura del humanista Pedro Espinosa (1578-1650) realizada por José Manuel Patricio Toro.

## Rodajes
En 2019 se grabaron escenas en la Colegiata para la serie Warrior Nun, estrenada en Netflix en 2020.